# 니콜라이 스크보르초프

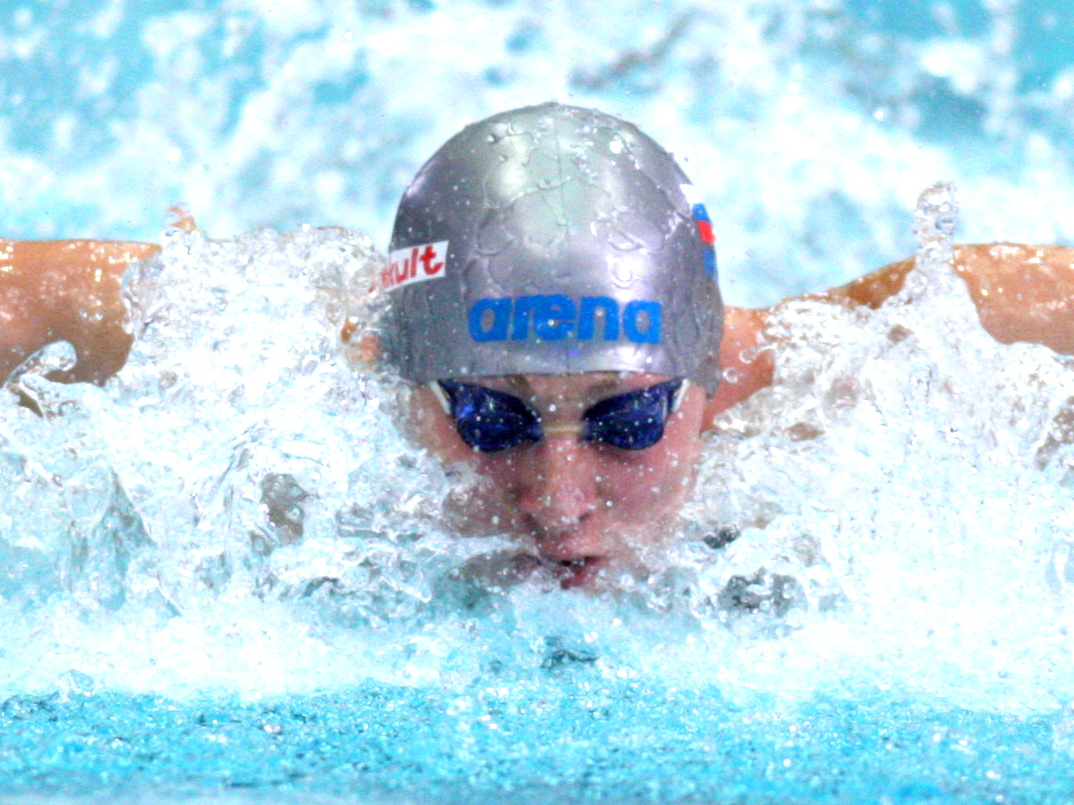
2008

니콜라이 발레리예비치 스크보르초프(러시아어: Николай Валерьевич Скворцов, 1984년 3월 28일 ~ )은 러시아의 수영 선수이다. 올림픽 메달은 없다.